# 达启
達啟（?—?），钮祜禄氏，清朝开国功臣額亦都次子。
達啟年少时有材干武艺，努尔哈赤把他养育在宮中。達啟長大後，1608年，努尔哈赤把第五女嫁给了他。1613年，帝女去世。達啟势寵而驕，遇到諸皇子無禮，額亦都非常忧虑。一日，額亦都召集諸子在別墅宴会，开始喝酒，忽然站起来，让人抓住達啟，说：「天下哪有父亲殺儿子的？就是看你这个儿子太傲慢，今天不处治你，他日一定辜負國家敗坏門戶，不從之人血染此刃！」達啟被带到房间内，用被子盖到他头脸上将他杀死。額亦都拜见努尔哈赤请罪，努尔哈赤驚异惋惜很久，嘆道額亦都為國深慮，不可及也。